# یوران گرافمان
یوران گرافمان (سوئدی: Göran Graffman؛ ‏ ۱۲ فوریهٔ ۱۹۳۱ – ۱۸ نوامبر ۲۰۱۴) کارگردان فیلم و بازیگر اهل سوئد بود.
از فیلم‌ها یا سریال‌های تلویزیونی که وی در آن‌ها نقش داشته‌است، می‌توان به آوگوست استریندبری: یک عمر و بازجویی اشاره نمود.